# El dentista 2
El dentista 2  (títol original: The Dentist 2) és una pel·lícula estatunidenca dirigida per Brian Yuzna, estrenada l'any 1998. Ha estat doblada al català.

## Argument
Un dentista psicòpata internat per maltractar els seus clients s'evadeix de l'hospital mental.
Troba refugi en una petita ciutat tranquil·la de muntanya, és acceptat per la població que veu en ell una persona intel·ligent i conreada, però les seves antigues pulsions tornen i aviat es posa a fer tremolar el petit poblet, passant de la tortura més sàdica als homicidis més horribles.
Paral·lelament, la seva dona intenta trobar la seva pista per a venjar-se.

## Repartiment
- Corbin Bernsen: els doctors Lawrence Caine i Alan Feinstone
- Jillian McWhirter: Jamie Devers
- Jeff Doucette: Jeremy Wilkes
- Susanne Wright: Bev Trotter
- Jim Antonio: Doc Burns
- Lee Dawson: Robbie Mauro
- Wendy Robie: Bernice
- Ralph Martin: el detectiu Jenkins
- Clint Howard: Mr Toothache
- Linda Hoffman: Brooke Sullivan
- Judy Nazemetz: Margaret
- Audra Wise: Shawna
- Mary Coleston: Glenda
- Reti Rae Norman: el doctor Cussler

## Al voltant de la pel·lícula
- El rodatge s'ha desenvolupat a Paradise, a Missouri.
- El film és continuació d'El dentista, ja dirigit per Brian Yuzna l'any 1996.
- Nominacions: Nominació al premi al millor film, en el Festival Internacional de Cinema Fantàstic de Catalunya 1998.